# Nazir Mankiev
Nazir Mankiev (n. 27 ianuarie 1985, Surkhakhi⁠(d), Nazranovsky District⁠(d), RSFS Rusă, URSS) este un luptător ce a reprezentat Rusia, medaliat olimpic. A participat la o ediție a Jocurilor Olimpice (2008) în care a câștigat o medalie de aur.

## Participări
Lista de mai jos prezintă principalele competiții la care a participat Nazir Mankiev de-a lungul carierei.
- wrestling at the 2008 Summer Olympics – men's Greco-Roman 55 kg[*]